# Napalm

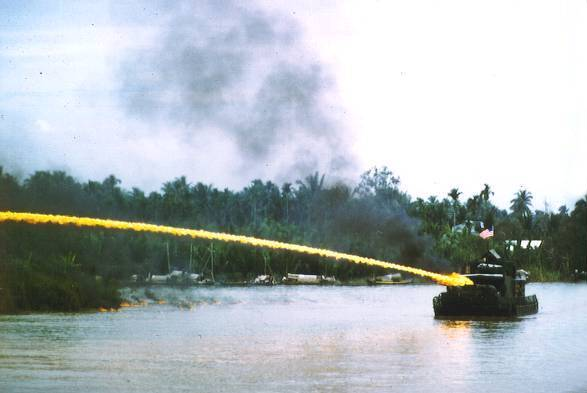
Napalm vrhaný z paluby amerického člunu typu LCM(6) – tzv. „Zippo monitor“ – během války ve Vietnamu

Napalm je zápalná látka používaná jako zbraň, která se vyrábí zahušťováním běžně dostupného benzínového paliva. Zahušťování zvyšuje přilnavost a snižuje vysokou rychlost hoření látek. Bez této úpravy většina hořlavých tekutin shoří nebo steče z cíle dříve, než ho stačí zapálit. Jako zahušťovadlo se používá mnoha různých látek – od běžného motorového oleje, přes mýdlo, polystyren, dentakryl až k naftenátu a palmitátu hliníku, který dal napalmu i svůj název.
Samotný název NAPALM je zkratka pro Naphthenic Petrol Acid Palmitate (v překladu: benzin zahuštěný kyselinou palmitovou). Vyvinut byl v roce 1943 v průběhu druhé světové války skupinou amerických chemiků vedenou harvardským chemikem Louisem Fieserem.

## Historie

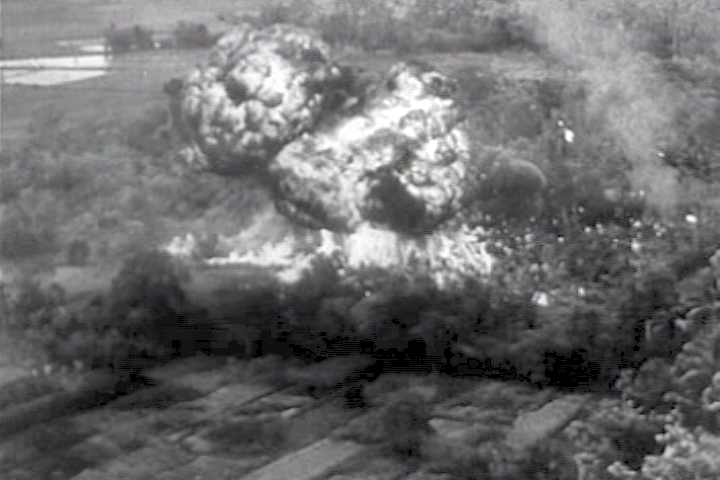
Francouzské námořní letectvo nasadilo napalm na pozice Viet Minhu v Indočíně (prosinec 1953)

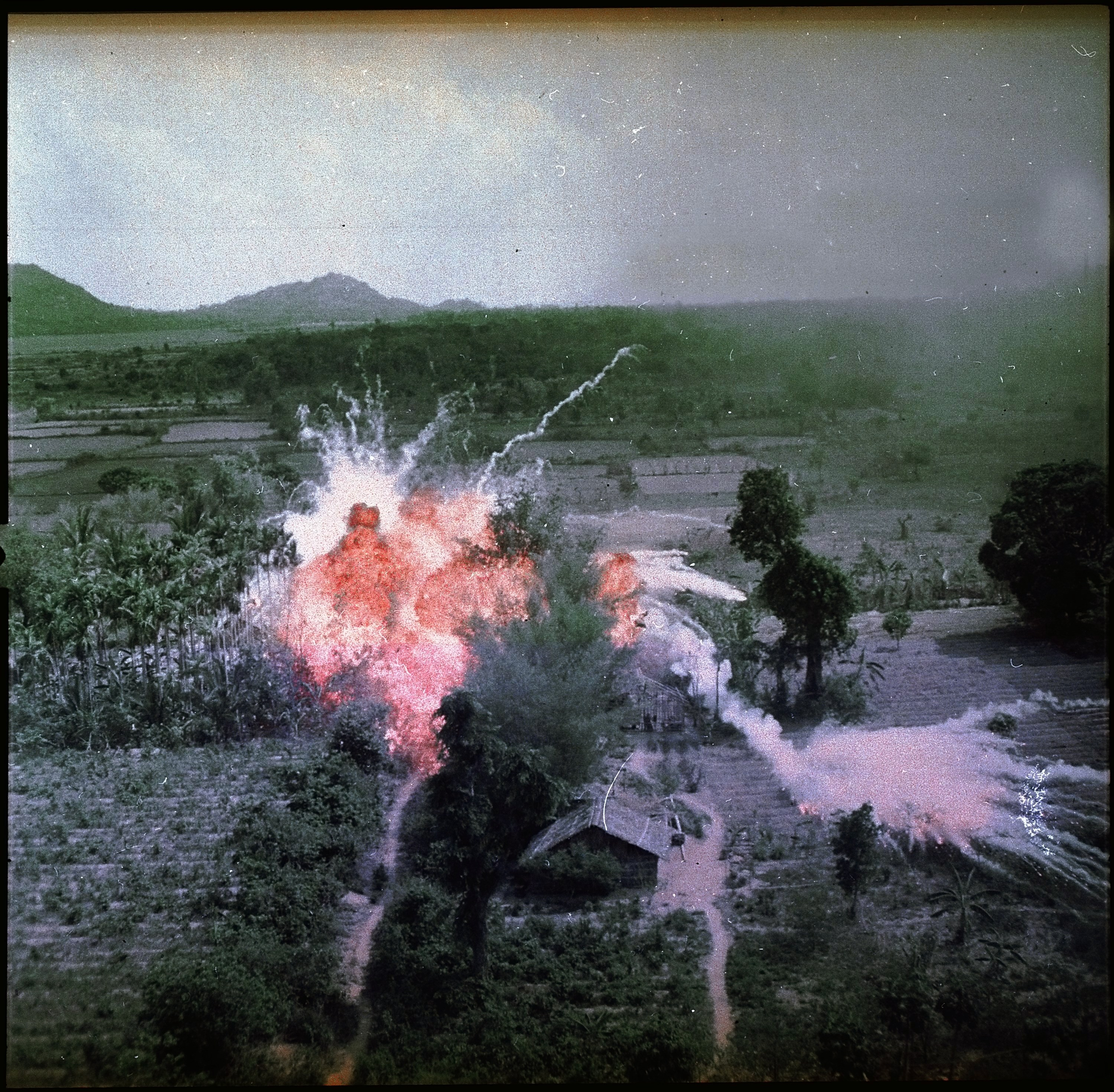
Bojové nasazení proti pozicím Vietkongu

Podobně jako jiné zbraně (např. dynamit) i napalm byl vyroben s myšlenkou civilního přínosu lidstvu. Původně se mělo jednat o hořlavou substanci, která měla vypalovat trávu tak, aby zničila pouze nadzemní část, ale nepoškozovala její kořeny. Napalm byl ale záhy objeven americkou armádou a začal se používat v průběhu bitev II. světové války (v Německu a Japonsku jako bomba M69). Fieser během války obdržel několik děkovných dopisů, ve kterých mu američtí vojáci děkovali, že jeho vynález zachránil tisíce amerických vojáků v bitvách. Napalm byl použit například k bombardování Drážďan. USA dále používaly napalm v konfliktech jako byla korejská válka či válka ve Vietnamu.
Situace se obrátila s válkou ve Vietnamu, kdy novinář Nick Ut zveřejnil svou fotografii Phan Thị Kim Phúc a tvůrce napalmu obdržel stovky vyčítavých dopisů za objevení napalmu. Sám Fieser nikdy nepociťoval morální výčitky za vynalezení napalmu.

## Rozdělení
- Čistý napalm je snadno zápalný zrosolovatělý gel, který hoří klidným, jasným temně žlutým až červeným, čadivým plamenem, tvořícím černý hustý dým. Pomalu hoří, pevně lne k místu, na které dopadl, roztéká se a stéká do prohlubní a štěrbin, které se na zasaženém objektu nacházejí. Velké hořící kusy se rozstřikují po okolí. Větší kusy napalmu hoří 5–8 minut, rozteklý napalm hoří 1–1,5 minuty. Teplota při hoření se pohybuje mezi 800–1000 °C – nemůže tedy protavit železo ani podobné nehořlavé materiály, ale často svým žárem zapaluje například nábytek na opačné straně zdi apod.

- Standardní napalm je druh napalmu užívaný v ozbrojených silách. Vyrábí se z čistého napalmu příměsí fosforu, asfaltu, hliníkového prášku a chloristanu draselného. Oproti čistému napalmu má vyšší teplotu hoření (okolo 1900 °C) a samovolně se vzněcuje při kontaktu s kyslíkem. Užívá se především k plnění zápalných pum.

- Super napalm je samozápalná směs vzniklá přidáním slitiny sodíku a hořčíku. Zapaluje se při styku s vlhkostí, hoří ve vodě i na sněhu. Nelze jej však použít za suchého počasí – sodík a draslík reagují jen s vlhkým prostředím. Super napalmu lze naopak velmi výhodně využít při špatných povětrnostních podmínkách a oblastech s vysokou vlhkostí. Směs se vzněcuje po dopadu, případně s malým zpožděním, po rozstříknutí na cíl.

- Napalmový déšť je samozápalná směs napalmu s koncentrovaným peroxidem vodíku (H2O2). Jde o směs vyvinutou pro letecké útoky, při postřiku ve výšce 50–100 metrů nad terénem se sama zapaluje. Tento jev je způsoben rozkladem peroxidu vodíku, při kterém se uvolňuje teplo a kyslík, což vytváří podmínky pro vznícení vlastního napalmu.

- Pyrogely jsou zahuštěné naftové směsi s přísadou práškových kovů. Principiálně jde o kombinací napalmů a termitů, tzv. metalizované napalmy. Jako příměsi se používá hořčík, hliník, asfalt, fosfor, bezdýmný prach a dřevěné piliny. Teplota hoření napalmu je zvýšena, dochází ke vznícení kovových zápalných látek a jejich rozpálení se až do bílého žáru. Vzniká roztavený kov a tekutá struska s teplotou 1650–2800 °C. Doba hoření napalmu se pohybuje okolo 4 minut. Kovové zápalné látky však mohou tepelně působit ještě 10–20 minut. K hoření je využíván buď vzdušný kyslík nebo kyslík z okysličovadla (dusičnan sodný, chloristan draselný, vápenatý).

## Bojové využití napalmu

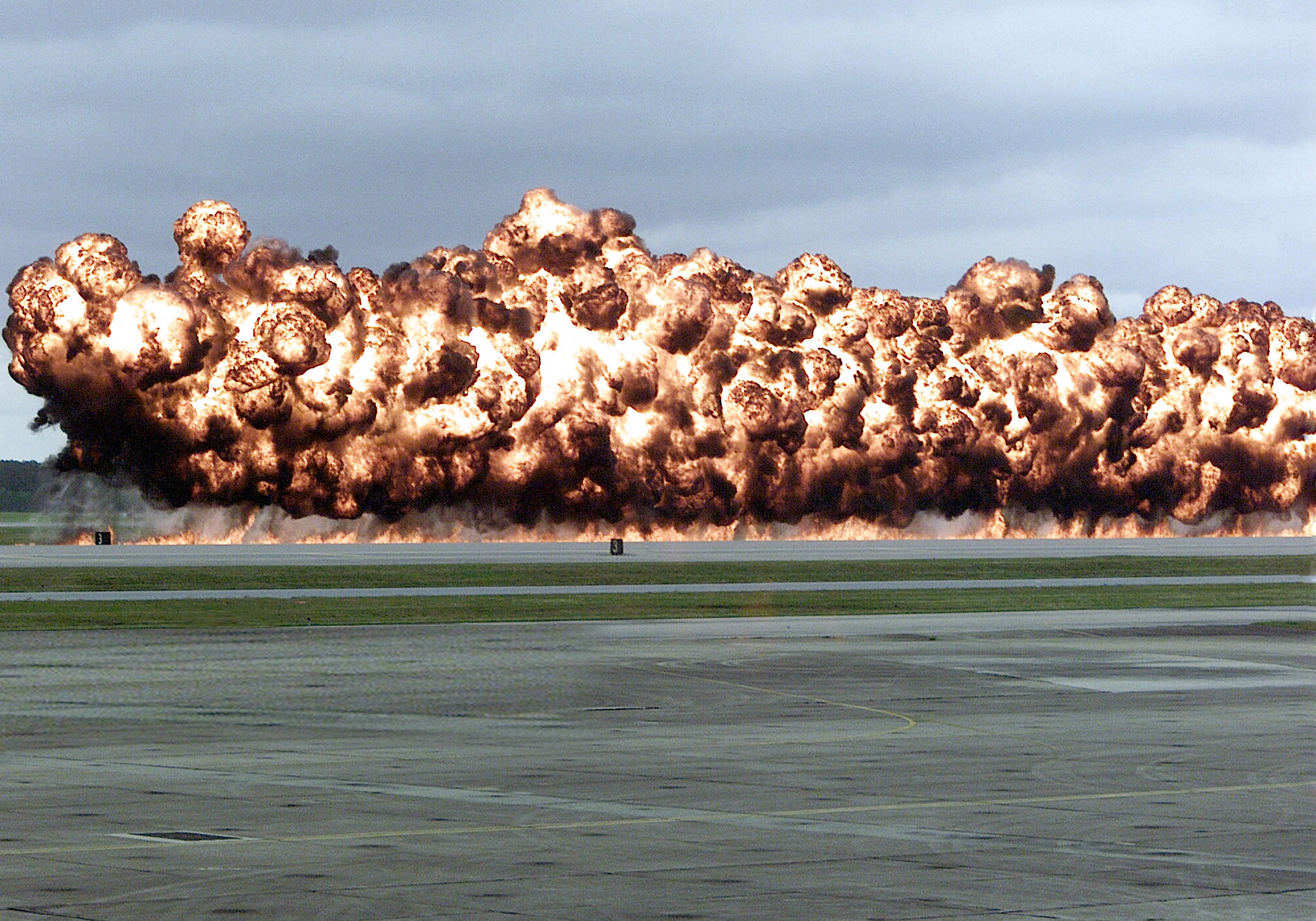
Nácvik napalmového útoku

Prostředky aplikace jsou zápalné láhve, plamenomety a především letecké pumy. Největší uplatnění napalmu spočívá v eliminaci bunkrů a nejrůznějších podzemních krytů. Napalmový útok buď vyžene obránce ven, čímž je vystaví útokům klasickými metodami, nebo spálí kyslík a lidé v krytech se udusí, i když je plameny přímo nezasáhnou. Další možností je vytváření ohnivých bariér, osvětlování cílového prostoru, ničení budov a techniky. V omezené míře se užívá i k vypuzení osádek ze znehybněných obrněných vozidel (používány především zápalné láhve) a likvidaci vegetace. Ze zkušeností z druhé světové války vyplynulo, že zápalné pumy působí až trojnásobnou škodu oproti tříštivo-trhavým pumám stejné hmotnosti.
Roku 2009 se USA vzdaly použití napalmu proti civilnímu obyvatelstvu.